# Фьодор Соймонов
Фьодор Иванович Соймонов (на руски: Фёдор Иванович Соймонов) е руски навигатор и хидролог, 10-и губернатор на Сибир (1854 – 1857), сенатор.

## Произход и младежки години (1692 – 1716)
Роден е през 1692 година в Московска област, Руска империя, в стар дворянски род, водещ произхода си от ХV век. През 1708 година постъпва в Московското математико-навигационно училище. След тригодишно обучение завършва училището с отличен успех и е изпратен в Холандия, където до 1714 г. служи като моряк на холандски кораби и усъвършенства уменията си в мореплаването. През 1715 се завръща в Русия, полага изпити за мичман и е назначен на 64-оръдейния кораб „Ингерманланд“, с който плава в Балтийско море.

## Експедиционна дейност (1717 – 1726)
През 1717 – 1718 г. участва в състава на хидрографска експедиция, която съставя карта на крайбрежието на Балтийско море в района на Гангут и остров Сааремаа, като в нея той се проявява като изключително способен хидрограф.
През 1719 г. Соймонов е включен в нова хидрографска експедиция, ръководена от холандеца Карл Верден, за изучаване крайбрежието на Каспийско море и условията за корабоплаване в него. През лятото на 1719 с пет малки корабчета експедицията описва и картира западното крайбрежие на морето от Астрахан на север до устието на река Кура на юг. През есента двамата картират и делтата на река Волга. През следващите пет години, до 1726, работата по описанието и картирането на бреговете на Каспийско море продължава, като детайлно са картирани всички брегове на най-голямото езеро на Земята, с изключение на южния му, ирански бряг. Освен изработената от него карта на Каспийско море, която за първи път дава приблизително верните контури на морето, Соймонов публикува и научни отчети – „Описание Каспийского моря, от устья реки Волги, от притока Ярковского, до устья реки Астрабацкой“ (СПб., 1731; 2-е изд. 1783) и „Описание Каспийского моря и чиненных на оном Российских завоеваний, яко часть истории Петра Великого“ (Ежемесячные сочинения и известия о учёных делах, 1763).
Цялата му изследователска дейност, било то измерване на дълбочини, определяне на географски координати или картиране, се отличават с висок професионализъм, изключителна точност и перфектно изпълнение.

## Военна и политическа кариера (1727 – 1766)
През 1727 година е назначен за прокурор в Адмиралтейството и заема тази длъжност до 1732, като едновременно с прокурорските си задължения продължава да извършва изследователски хидрографски дейности, за което може да се съди по публикуваните му по това време трудове „Атлас Каспийского моря“ (1731) и други. През 1734 година участва в блокадата на Данциг (Гданск), в състава на ескадрата на адмирал Гордън. През 1734 г. е назначен да надзирава разходите на парите в Адмиралтейстовото, като открива големи финансови разхищения, с което си навлича гнева на президента на Адмиралтейството. Същата година издава атлас на Балтийско море под названието „Морской светильник или описание Варяжского моря“. През 1735 издава ръководство за обучение на щурманите в училищата: „Экстракт штурманского искусства из наук, принадлежащих к мореплаванию, сочиненный в вопросах и ответах для пользы и безопасности мореплавателей“.
През 1738 е назначен за оберпрокурор в Сената, а през 1739 година му е присъдено звание вицеадмирал и започва да изпълнява длъжността вицепрезидент на Адмиралтейството. Това издигане на Соймонов не е по вкуса на дворцовия фаворит Бирон и в резултат на дворцови интриги, клевети и лъжливи донесения, Соймонов изпада в немилост. През 1740 година е лишен от всичките си звания и чинове, наказан е с бой с камшици и изпратен на вечна каторга в Охотск. След две години, на 17 март 1742 година, новата императрица Елисавета, дъщеря на Петър I, го освобождава от каторгата, но не му връща старите звания и чинове и той отново се заема с хидрографската си дейност.
от 1753 до 1757 година независимо от напредналата си вече възраст той възглавява секретната Нерчинска експедиция, задачата на която се състои в разузнаване на пътя по река Амур до Охотско море. Експедицията изследва езерото Байкал, фарватерите на реките Шилка, Аргун и Амур, съставя подробни карти и описание на бреговете им. В състава на експедицията участва и синът му Михаил Соймонов (1730 – 1804), който по-късно играе видна роля в развитието на минното дело в Русия. През 1754 година, във връзка с развитието на корабоплаването в Сибир и Далечния Изток, се откриват две навигационни училища в Нерчинск и Иркутск и Соймонов почти две години е преподавател в Нерчинското училище.
На 14 март 1757 година с имперски указ е назначен за губернатор на Сибир. Шестгодишното му управление е белязано с големи и плодотворни дела. Бурно развитие получават дърводобивната промишленост и търговия, значително е увеличено качеството и количеството на речните и морските кораби, построени са фарове по бреговете на Байкал, основава морско училище в Охотск и геодезическо училище в Тоболск. Организира множество експедиции в Северния ледовит океан и Тихия океан. В научните си работи „Сибирь – золотое дно“, „Известия о торгах сибирских“ и редица други, Соймонов анализира състоянието и перспективите на икономиката на Сибир, дава конкретни идеи за усвояването на богатствата му и използването им за благото на Русия.
През 1763 година императрицата уважава молбата му и го уволнява от губернаторския му пост. От 1763 до 1766 година е сенатор в Московската сенатска кантора, и като такъв курира правителствената сибирска политика.

## Последни години (1766 – 1780)
През пролетта на 1766 излиза в оставка с най-висшия чин в империята – действителен таен съветник и последните години от живота си се занимава с научна дейност.
Умира на 22 юли 1780 година на 88-годшна възраст. Погребан е до Висоцки манастир на две мили от Серпухов.

## Памет
Неговото име носят:
- връх Соймонов, в Западен Туркменистан, край брега на Красноводския залив (Туркменбаши);
- залив Соймонов, в източната част на Каспийско море, в Красноводския залив (Туркменбаши);
- нос Соймонов, в южната част на остров Сахалин.